# Reds United Football Club
Maillots
Reds United Football Club est un club de football basé à Dublin en Irlande. Il est actif pendant deux saisons entre 1934 et 1936. Les Reds qui sont une émanation du club de Shelbourne FC évoluent dans le stade de Glenmalure Park. Le club dispute le championnat d'Irlande de football pendant une seule saison, 1935-1936 et termine la saison à la quatrième place avant de se retirer du football national. Ce club fait partie des quatre associations à n'avoir évolué qu'une seule saison dans le championnat. les trois autres sont YMCA, Rathmines Athletic et Franckfort FC.

## Histoire
Au début de l'année 1934, le Shelbourne Football Club commence une forte période de troubles. la fédération de l'État Libre d'Irlande lui reproche d'avoir approché illégalement des joueurs d'équipes adverses. Lorsque Shelbourne refus de payer l'amende, le club est alors menacé de suspension. S'ajoute à cela que la fédération a programmé un match le jour même d'un match de Shelbourne, empêchant de fait sa tenue. En mars Shelbourne annonce renoncer à sa licence et demande une affiliation auprès de l'IFA, la fédération basée à Belfast même si les relations footballistiques entre le sud et le nord de l'Irlande sont alors au plus bas. En juin 1934, la FAI répond en suspendant Shelbourne pendant un an. Elle interdit également aux membres du comité de gestion du club de gérer tout autre club affilié à la FAI. Shelbourne est alors expulsé du championnat d'Irlande et sa place est attribuée à Waterford United,.
Shelbourne suspendu, un certain nombre de joueurs et de personnes de l'encadrement décident alors de créer une équipe et de demander à intégrer le championnat d'Irlande. La fédération irlandaise accepte cette affiliation pour la saison 1935-1936. Le nouveau club commence par intégrer la Leinster Senior League. L'équipe qui inclut des joueurs aussi célèbres que John Joe Flood remporte le championnat du Leinster dès sa première saison. La même année il dispute la coupe d'Irlande et se fait éliminer par les Bohemians dès le premier tour tout en ayant poussé les Bohs à un match d'appui. Les Reds intègrent ensuite le championnat d'Irlande accompagnant alors le Brideville Football Club.
Reds United dispute le championnat 1935-1936 et termine la saison à une belle quatrième place. Le club fait ses grands débuts en championnat contre Cork FC au Mardyke où il s'impose 2 à 0. En Coupe d'Irlande, les Reds sont éliminés au deuxième tour par le Dundalk FC. Les Reds jouent leurs matchs à domicile au Glenmalure Park alors terrain des Shamrock Rovers. De fait ils s'exilent à Dalymount Park pour jouer contre les Rovers.
À la fin de la saison 1935-1936, les Reds United démissionnent du championnat pour laisser la place à Shelbourne qui a purgé sa suspension. Pendant leur suspension, Shelbourne a disputé le championnat de l'Athletic Union League. Le club obtient un soutien actif des Shamrock Rovers dans le but de réintégrer le championnat.
Retiré du championnat, le Reds United ne disparait pas complètement. Il subsiste une équipe jouant dans des championnats secondaires à Dublin. Tommy Godwin, joueur des Shamrock Rovers et international irlandais dans les années 1950 a joué au club dans sa jeunesse.